# Hélène de Bourgogne
Hélène de Bourgogne, née vers 1080, morte en 1141, fille d'Eudes Ier Borrel, duc de Bourgogne et de Sybille de Bourgogne (du comté de Bourgogne). Elle devient comtesse de Toulouse et de Tripoli par son mariage vers 1095 avec Bertrand de Toulouse († 1112).

## Biographie
De ce mariage, elle aura :
- Pons, comte de Tripoli ;
- Philippe (1099 † 1102) ;
- Agnès, mariée à Renaud, seigneur de Margat.

En 1109, Bertrand, accompagné de son épouse, suit les traces de son père en Terre-Sainte et prendra les rênes du comté de Tripoli, laissant le comté de Toulouse à son jeune frère Alphonse Jourdain. Bertrand meurt en 1112 à Tripoli.
Veuve, Hélène se remarie en 1115 avec Guillaume III Talvas, comte d'Alençon et de Ponthieu et aura :
- Guy II, comte de Ponthieu ;
- Jean Ier, comte d'Alençon ;
- Adèle, mariée à Juhel Ier, seigneur de Mayenne ;
- Hélène, mariée en premières noces à Guillaume III de Warenne, comte de Surrey, et en secondes noces à Patrick de Salisbury, comte de Salisbury.